# Caparra (sito archeologico)
Caparra è un sito archeologico situato a Guaynabo, in Porto Rico. Fu il primo insediamento spagnolo permanente nell'isola e servì come capitale fino al trasferimento della sede amministrativa a San Juan nel 1521. Il sito è oggi riconosciuto come un'importante area storica e archeologica ed è inserito nel Registro Nazionale dei Luoghi Storici degli Stati Uniti.
Caparra rappresenta un punto chiave nella storia coloniale di Porto Rico e delle Americhe, segnando l'inizio della presenza spagnola permanente nell'isola. Le sue rovine offrono un'importante testimonianza dell'interazione tra coloni europei e popolazioni indigene, nonché delle difficoltà incontrate nei primi anni dell'insediamento europeo nel Nuovo Mondo.

## Storia
Caparra fu fondata nel 1508 dall'esploratore spagnolo Juan Ponce de León, che stabilì un insediamento fortificato con l'autorizzazione della Corona spagnola. Il sito fu scelto per la sua posizione strategica e le risorse naturali, tra cui l'abbondanza di legname e acqua dolce.
A causa delle difficoltà logistiche e delle incursioni da parte delle popolazioni indigene Taíno, nel 1521 la capitale fu trasferita a un nuovo insediamento più vicino alla costa, che divenne San Juan, l'attuale capitale di Porto Rico. Dopo il trasferimento, Caparra fu progressivamente abbandonata.

## Sito archeologico
Il sito delle rovine di Caparra è stato oggetto di scavi archeologici che hanno portato alla luce resti di edifici in pietra e strutture coloniali, tra cui la casa-fortezza di Ponce de León, considerata una delle prime costruzioni europee nel Nuovo Mondo.
Oggi, il sito è protetto come Caparra Archaeological Site e ospita un piccolo museo gestito dal Instituto de Cultura Puertorriqueña, che espone reperti storici legati all'insediamento.
Caparra è stata dichiarata National Historic Landmark nel 1994 e continua a essere studiata per la sua importanza storica nella colonizzazione spagnola delle Americhe.